# Lutjanus bengalensis
Espèce
Lutjanus bengalensis est une espèce de poissons de la famille des Lutjanidae.